# Płonne (województwo kujawsko-pomorskie)
Płonne – wieś w Polsce położona w województwie kujawsko-pomorskim, w powiecie golubsko-dobrzyńskim, w gminie Radomin. 

## Podział administracyjny
W okresie II RP istniała gmina Płonne. W latach 1975–1998 miejscowość położona była w województwie toruńskim.

## Demografia
Według Narodowego Spisu Powszechnego (III 2011 r.) wieś liczyła 450 mieszkańców. Jest trzecią co do wielkości miejscowością gminy Radomin.

## Dawni właściciele
W 1564 majątek należał do Tomasza Białkowskiego, zaś od drugiej połowy XVIII w. do Dziewanowskich. W 1759 w Płonnem urodził się Dominik Dziewanowski, generał Wojsk Polskich, który po klęsce Napoleona w 1814 powrócił do kraju i osiadł w tutejszym majątku, w którym zmarł w 1827 roku. Generał Dziewanowski w 1818 sprzedał Płonne Janowi Melchiorowi Piwnickiemu, któremu zaborca skonfiskował majątek za aktywny udział w powstaniu listopadowym. Po licytacji w 1839 właścicielem Płonnego został Ignacy Łempicki i w jego rodzinie majątek pozostał aż do roku 1939. Od 1925 bezpośredni nadzór nad majątkiem sprawował Stanisław Hepke, szwagier Marii Dąbrowskiej, mąż jej siostry Heleny, wynajęty do tego przez mecenasa Adolfa Suligowskiego, działającego z upoważnienia Rady Opiekuńczej małoletniego Ludwika Łempickiego, prawowitego wówczas właściciela dóbr. Dwór Łempickich był niewielki, a Hepkowie mieszkali w jednym z budynków gospodarczych. Maria Dąbrowska była tu cztery razy. Wynajmowała "izbę we wsi u chłopa Chmiela", pisząc tu powieść "Noce i dnie".

## Zabytki
Według rejestru zabytków NID na listę zabytków wpisany jest kościół parafialny pw. św. Jakuba z 1 poł. XIV w., nr rej.: A/347 z 31.08.1927.
Budowę kościoła datuje się na 1402 r. Przy kościele znajduje się pomnik ku czci Jana Nepomucena Dziewanowskiego – bohatera bitwy pod Somosierrą.
Zachowały się pozostałości zabytkowego pałacu otoczonego parkiem dworskim.

## Pomniki przyrody
- Góra Modrzewiowa – zespół kilkunastu modrzewi polskich stanowiących pomnik przyrody (powierzchnia 0,36 ha), wśród których tworzyła (pisała i malowała) Maria Dąbrowska w czasie pobytów we wsi.

## Znani pisarze
W Płonnem kilkakrotnie (w latach: 1925, 1926 i 1929) przebywała Maria Dąbrowska. Wieś dzięki temu stała się pierwowzorem Krępy z Nocy i dni. W Szkole Podstawowej w Płonnem działa Regionalna Izba Pamięci Marii Dąbrowskiej, gromadząca pamiątki po pisarce. W Płonnem jako wiosce tematycznej organizowane jest między innymi „Serbinowskie Żniwobranie”, nawiązujące do najsłynniejszej powieści Dąbrowskiej.

## Galeria

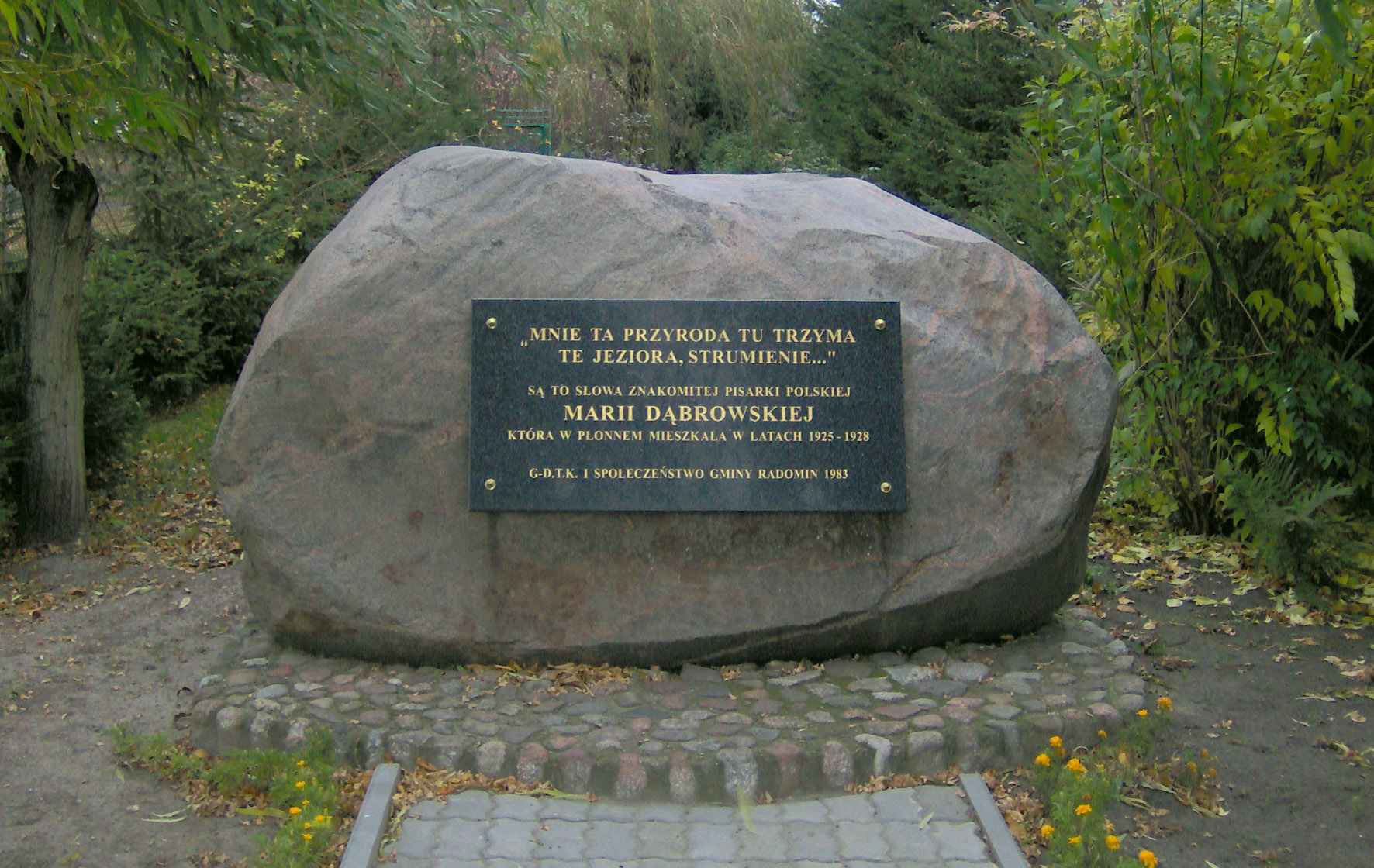
Obelisk upamiętniający pobyt Marii Dąbrowskiej w Płonnem
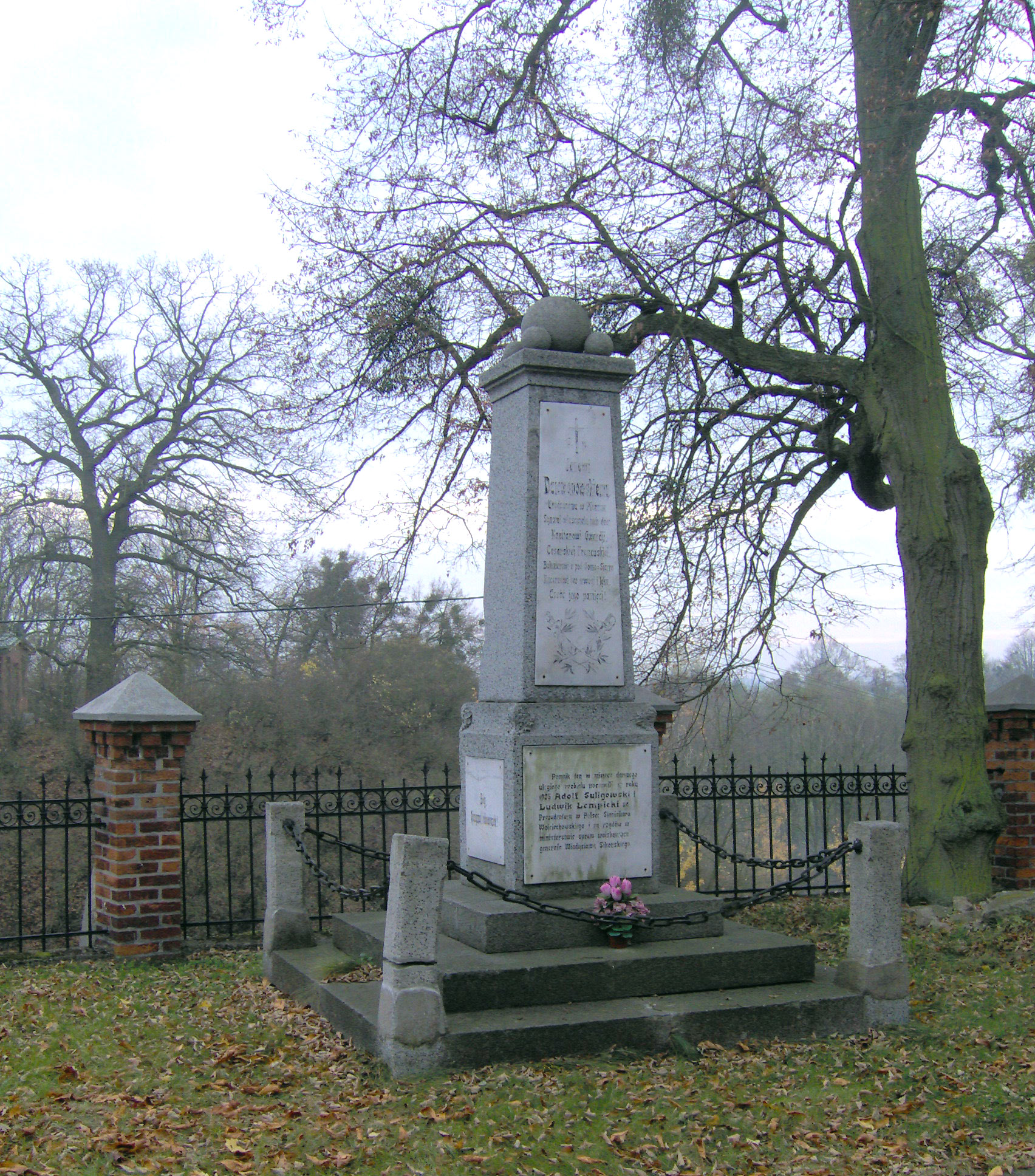
Obelisk upamiętniający Jana Nepomucena Dziewanowskiego w Płonnem
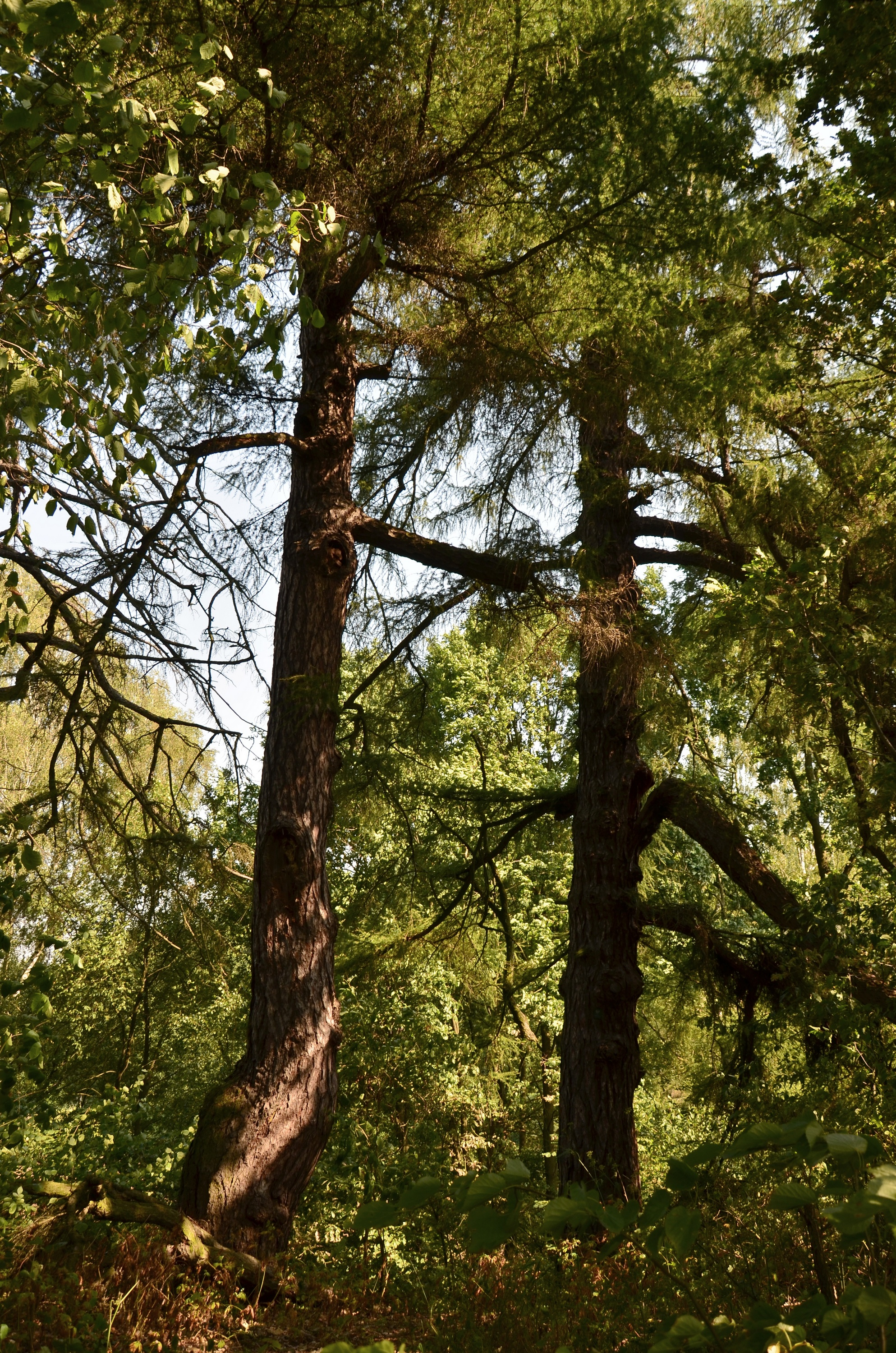
Góra Modrzewiowa
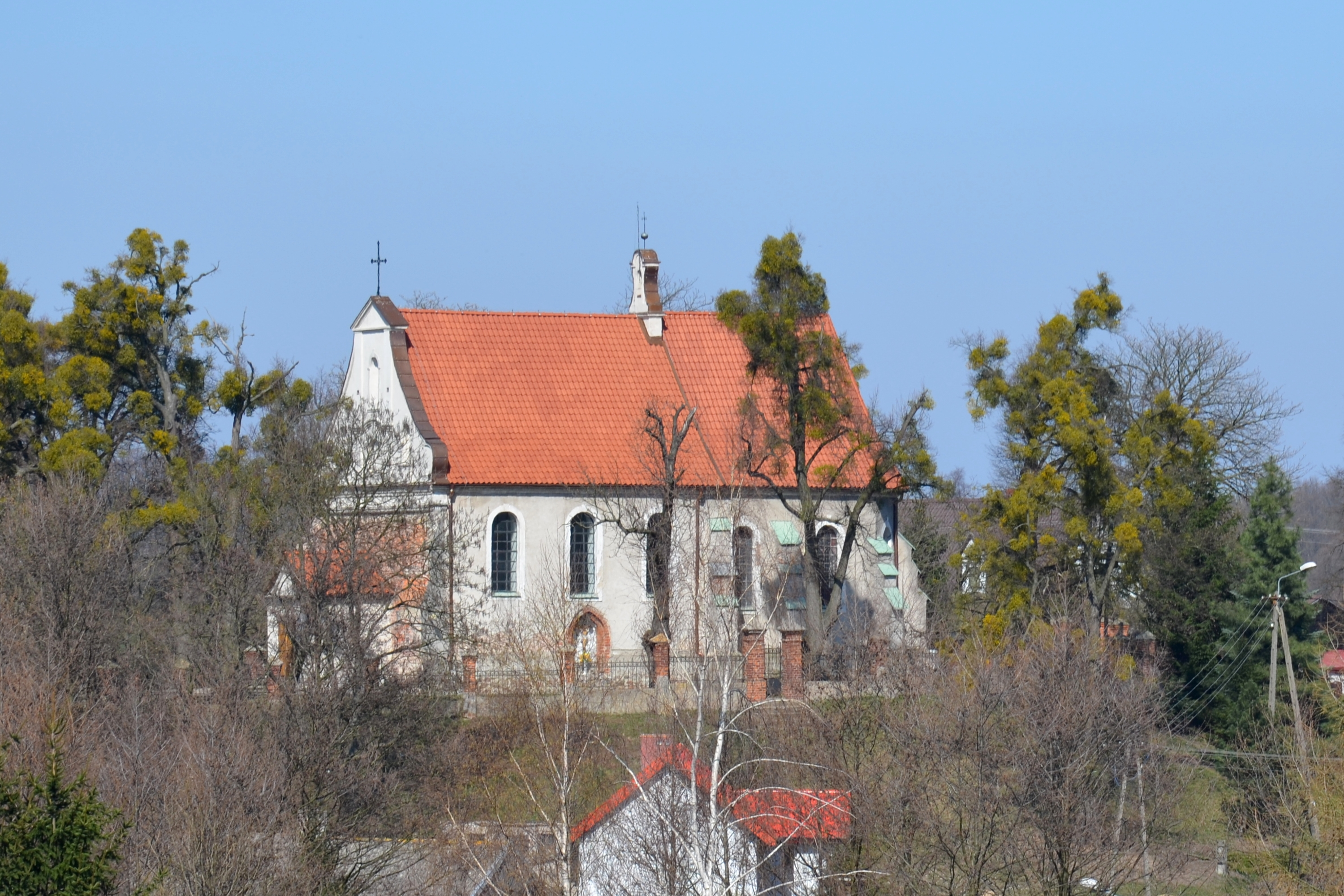
Kościół św. Jakuba